# Wyschniwtschyk (Ternopil)
Wyschniwtschyk (ukrainisch Вишнівчик; russisch Вишневчик Wischnetschik, polnisch Wiśniowczyk) ist ein Dorf im Rajon Terebowlja der Oblast Ternopil im Westen der Ukraine.

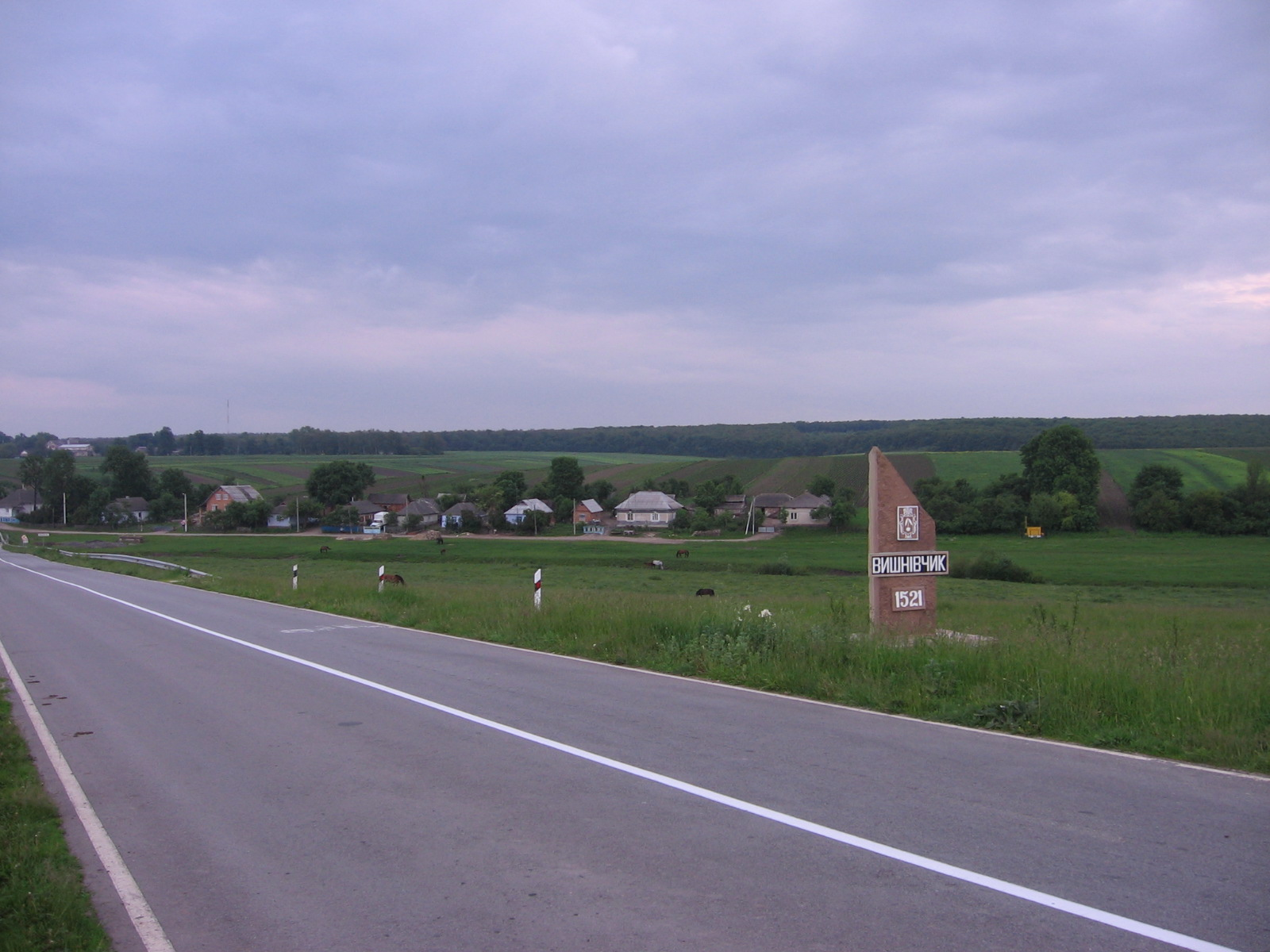
Blick auf den Ortseingang

Der Ort liegt etwa 39 Kilometer südlich der Oblasthauptstadt Ternopil und 25 Kilometer westlich der Rajonshauptstadt Terebowlja am Ufer der Strypa. Am 28. Juli 2015 wurde das Dorf ein Teil der neugegründeten Landgemeinde Solotnyky (Золотниківська сільська громада/Solotnykiwska silska hromada), bis dahin bildete es mit dem Dorf Wyschenky (Вишеньки) die gleichnamige Landratsgemeinde im Rajon Terebowlja.
Seit dem 17. Juli 2020 ist sie ein Teil des Rajons Ternopil.
Der Ort wurde 1564 zum ersten Mal erwähnt, erhielt 1604 das Magdeburger Stadtrecht und lag zunächst in der Adelsrepublik Polen-Litauen, Woiwodschaft Ruthenien als Teil der Adelsrepublik Polen. Von 1772 bis 1918 gehörte er, mit Unterbrechung zwischen 1810 und 1815, als er als Teil des Tarnopoler Kreises an Russland abgetreten werden musste, unter seinem polnischen Namen Wysznioczyk, später Wiśniowczyk zum österreichischen Galizien. Ab 1867 war er Sitz eines Bezirksgerichtes des Bezirks Podhajce, dieses bestand ebenfalls bis 1918.
Nach dem Ende des Ersten Weltkrieges kam der Ort zu Polen (in die Woiwodschaft Tarnopol, Powiat Podhajce, Gmina Wiśniowczyk), wurde im Zweiten Weltkrieg ab September 1939 von der Sowjetunion und dann ab Sommer 1941 bis 1944 von Deutschland besetzt, hier wurde der Ort in den Distrikt Galizien eingegliedert.
Nach dem Ende des Krieges wurde der Ort der Sowjetunion zugeschlagen, dort kam das Dorf zur Ukrainischen SSR und ist seit 1991 ein Teil der heutigen Ukraine.